# ناچو ویدال
ناچو ویدال (انگلیسی: Nacho Vidal؛ زاده ۳۰ دسامبر ۱۹۷۳) یک بازیگر پورنوگرافی اهل اسپانیا است.